# リクレフ・グロレ
リクレフ・グロレ（Riclef Grolle、1934年8月8日 - 2004年6月12日）は、ドイツの植物学者である。
オルデンブルクに教師の息子として生まれた。父親は第二次世界大戦に召集にされ1945年に戦死した。イェナの母親の両親の家で育ち、高校時代には植物に興味を持ち、1951年にチューリンゲン植物学協会に入り、コケ学の教授、ヘルツォク（Theodor Herzog）から影響を受けた。1952年にイェナ大学に進むが、ポリオに罹患し、学業を中断しなければならなかった。両足などに重い麻痺が残ったが、学業に復帰し、1959年に卒業し、イェナ大学の植物研究所の研究者に採用された。1962年に博士号を得た。蘚苔類の分類学研究に貢献した。

## 著作
- Grolle, R. 1969. "Miscellanea hepaticologica 91–100" Transactions of the British Bryological Society 5: 766–774.
- Grolle, R. 1983. "Nomina generica Hepaticarum; references, types and synonymies". Acta Botanica Fennica 121: 1–62.